# Kendji Girac
Kendji Girac, eredeti nevén Kendji Maillé (Périgueux, 1996. július 3.) katalán roma származású francia énekes, aki megnyerte a francia The Voice 3. évadját. Zenei stílusára legfőképpen a flamenco van hatással.

## Biográfia
Girac az anyja leánykori neve. 
2013 augusztusában tűnt fel  Maître Gims Bella című számának flamenco stílusú átdolgozásával az Interneten. A videó több mint 5 milliós nézettséget ért el a Youtube-on. Ez a népszerűség tette lehetővé számára a The Voice 3. évadjában az előbbre jutását. Sikeresen továbbjutott a casting-okon, és győztesen került ki belőlük, a szavazatok több mint 51%-ával, Maximilien (21%), Amir (18%) és Wesley (10%) ellen, ez a magas százalék egy rekord volt a francia The Voice történetében. 
2014. június 14-én Kendji Girac kiadta az első középlemezét, ami a Color Gitano nevet kapta, négy átdolgozott dallal együtt: Bella Maître Gims-től, Toi et moi Guillaume Grand-tól, Ma philosophie Amel Bent-től és Tous les mêmes Stromae-tól.
Az első lemezét, aminek címe Kendji, 2014. szeptember 8-án adta ki. Ez első helyezést ért el a franciaországi lemezeladásban 2014 szeptemberében, több mint 68 000 eladott példánnyal, ami valójában 2014 legjobb kezdését jelenti egy eredeti lemezzel, és Christophe Willem 2007-es feltűnése óta ő az első, aki egy tehetségkutató megnyerése után rögtön a zenei listák első helyére került, és a legjobb karrierkezdő egészen Christophe Willem óta a francia zeneiparban. 2014. szeptember 20-án meghívták a The Voice Kids műsorba, ahol Kendji személyesen kapott egy dupla platina lemezt az első albumáért. 2014. december 30-án az albuma elérte az 537 000 eladott példányszámot, így gyémánt lemezzé avanzsálták.  2014. december 13-án az NRJ Music Awards két díjjal jutalmazta őt, egyet az év francia nyelv terjesztéséért, és egyet az év francia anyanyelvű daláért, a Color Gitano-ért. 2015. július 23-án az albuma két hétig az első helyen maradt a franciaországi eladott lemezek listáján.
2015 februárjában Ariana Grande-val közösen lépett fel, ahol Kendji franciául énekelt.
A 2015-ös év folyamán koncert turnét adott Franciaországban, sőt Genfben és Brüsszelben is. Ugyan ebben az évben bejelentette, hogy 2016. márciustól júniusig világkörüli turnéra indul.
2015. szeptember 2-án egy újabb szóló lemezt adott ki, a Me quemo-t, az Ensemble című albumáról válogatott dalokat, ami 2015. október 30-ától már elérhető.
2015. október 9-én az első albuma, Kendji, elérte az egy milliós eladott példányszámot.
2015. október 30-án kiadta második albumát, az Ensemble-ot, ami elérte a 101 200 eladott példányszámot az első héten.
2015. november 7-én az NRJ Music Awards díjátadó ünnepségen a Conmigo című száma megkapta az év francia dala címet. 

## Az előadott dalok a The Voice 3-ban
- Meghallgatások : Bella
- : Tous les mêmes (contre Youness)
- : Hotel California
- 1. élő adás : Ma philosophie
- 2. élő adás : Mad World
- : Allumer le feu
- Elődöntő : Belle, Papaoutai (en duo avec Élodie)
- : Amor de mis amores / Volare, L'Aigle noir (mesterével, Mika-val), Temps à nouveau (Jean-Louis Aubert-val)

## Diszkográfia

### Album
| Év   | Album    | Helyezés | Helyezés | Helyezés | Helyezés    | Helyezés               | Eladott példányszám           |
| Év   | Album    | FR       | BEL (Fl) | BEL (Wa) | SUI (fr-ch) | SUI                    | Eladott példányszám           |
| ---- | -------- | -------- | -------- | -------- | ----------- | ---------------------- | ----------------------------- |
| 2014 | Kendji   | 1        | 119      | 1        | 4           | 22                     | 1 000 000 (au 9 octobre 2015) |
| 2015 | Ensemble | 1        | 88       | 1        | 1           | 100 000 (1ère semaine) |                               |

### Szóló dalok
| Év   | Cím           | Helyezés | Helyezés | Helyezés | Helyezés | Album              |
| Év   | Cím           | FR       | BEL (Fl) | BEL (Wa) | SUI      | Album              |
| ---- | ------------- | -------- | -------- | -------- | -------- | ------------------ |
| 2014 | Color Gitano  | 11       | —        | 12       | —        | Kendji             |
| 2014 | Andalouse     | 3        | 14       | 3        | 56       | Kendji             |
| 2014 | Elle m'a aimé | 22       | —        | 3        | —        | Kendji             |
| 2015 | Conmigo       | 7        | —        | 6        | —        | Kendji (Ressortie) |
| 2015 | Cool          | 20       | —        | 17       | —        | Kendji             |
| 2015 | Me Quemo      | 7        | —        | 32       | —        | Ensemble           |

#### Közös dalok
| Év   | Cím                                               | Helyezés | Helyezés | Album                              |
| Év   | Cím                                               | FR       | BEL (Wa) | Album                              |
| ---- | ------------------------------------------------- | -------- | -------- | ---------------------------------- |
| 2015 | One Last Time (Attends-moi) (feat. Ariana Grande) | 11       | 10*      | My Everything / Kendji (Ressortie) |

#### Egyéb, helyezést elért dalok
| Év   | Cím                   | Helyezés | Album              |
| Év   | Cím                   | FR       | Album              |
| ---- | --------------------- | -------- | ------------------ |
| 2014 | Je m'abandonne        | 25       | Kendji             |
| 2014 | Mi Amor               | 118      | Kendji             |
| 2014 | Avec toi              | 179      | Kendji             |
| 2014 | Baïla amigo           | 187      | Kendji             |
| 2014 | Mon univers           | 192      | Kendji             |
| 2015 | Les Richesses du cœur | 57       | Kendji (Ressortie) |

#### Átdolgozott dalok helyezései
| Év   | Cím                                             | Helyezés | Album                 |
| Év   | Cím                                             | FR       | Album                 |
| ---- | ----------------------------------------------- | -------- | --------------------- |
| 2014 | Amor de mis amores / Volare (version de Kendji) | 94       | Kendji                |
| 2014 | Bella (version de Kendji)                       | 96       | Kendji                |
| 2014 | La Bohème (version de Kendji)                   | 61       | Aznavour, sa jeunesse |

#### Helyezés nélküli átdolgozott dalok
| Év   | Cím        | Album            |
| ---- | ---------- | ---------------- |
| 2014 | Belle Nuit | We Love Disney 2 |

### Díjak
| Év   | Ceremónia        | Kategória                                             | díjazott dal | Eredmény |
| ---- | ---------------- | ----------------------------------------------------- | ------------ | -------- |
| 2014 | NRJ Music Awards | Chanson de l'année - Az év dala                       | Color Gitano |          |
| 2014 | NRJ Music Awards | Révélation francophone - francia anyanyelvi reveláció | Kendji Girac |          |
| 2015 | NRJ Music Awards | Chanson de l'année - Az év dala                       | Conmigo      |          |

## Bibliográfia
- Thierry Cadet, La légende de Kendji, Moment kiadó, 2015 június, ISBN 978-2-35417-415-6.

## Fordítás
Ez a szócikk részben vagy egészben  a   Kendji Girac című francia Wikipédia-szócikk ezen változatának fordításán alapul.  Az eredeti cikk szerkesztőit annak laptörténete sorolja fel. Ez a jelzés csupán a megfogalmazás eredetét és a szerzői jogokat jelzi, nem szolgál a cikkben szereplő információk forrásmegjelöléseként.